# Joachim Büchner
Joachim Buchner (Altenburgo, 8 de abril de 1905-Leverkusen, 22 de febrero de 1978) fue un atleta alemán, especialista en la prueba de 400 m en la que llegó a ser medallista de bronce olímpico en 1928.

## Carrera deportiva
En los JJ. OO. de Ámsterdam 1928 ganó la medalla de bronce en los 400 metros, con un tiempo de 48.2 segundos, llegando a meta tras el estadounidense Ray Barbuti (oro con 47.8 s) y el canadiense James Ball (plata).